# Vlasotince
Vlasotince (kyrilliska: Власотинце) är en stad i södra Serbien omkring två mil från den större staden Leskovac. Räknat med förorter har Vlasotince 35 000 invånare; i själva staden bor det omkring 17 000 personer.
Enligt turkiska källor fanns staden på 1400-talet som ett turkiskt administrativt centrum. Efter den turkiska ockupationen av Serbien flyttade turkarna ut och serberna anlade vingårdar. Vlasotince är bland de mest kända vinorterna på Balkan.

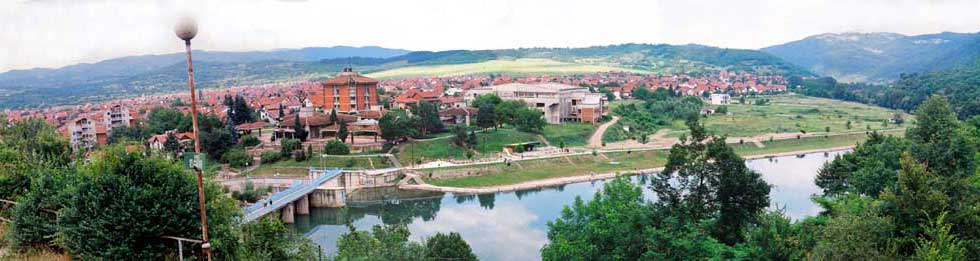
Vlasotince